# تاليس مكرينولدز
تاليس مكرينولدز (بالإنجليزية: Thales McReynolds)‏ مواليد 8 يونيو 1943 في برمنغهام - الوفاة 3 يوليو 1988، كان لاعب كرة سلة أمريكي. بدأ مسيرته الاحترافية في سنة 1965. حمل الرقم 11. بلغ طوله 6 قدم 3 بوصة (1.9 م). اعتزل اللعب في 1966. لعب مع واشنطن ويزاردز في دوري المحترفين الأمريكي.

## روابط خارجية
- تاليس مكرينولدز على موقع إن بي أي (الإنجليزية)
- تاليس مكرينولدز على موقع سبورتس رفرنس (الإنجليزية)
- تاليس مكرينولدز على موقع ريلجم (الإنجليزية)
- تاليس مكرينولدز على موقع بروبوليرز (الإنجليزية)